# 1529
Portal Geschichte | Portal Biografien | Aktuelle Ereignisse | Jahreskalender | Tagesartikel

◄ |
15. Jahrhundert |
16. Jahrhundert
| 17. Jahrhundert | ►

◄ |
1490er |
1500er |
1510er |
1520er
| 1530er | 1540er | 1550er | ►

◄◄ |
◄ |
1525 |
1526 |
1527 |
1528 |
1529
| 1530 | 1531 | 1532 | 1533 | ► | ►►
Staatsoberhäupter  · Nekrolog  · Literaturjahr · Musikjahr   · Wissenschaftsjahr
| Januar | Januar | Januar | Januar | Januar | Januar | Januar | Januar |
| Kw     | Mo     | Di     | Mi     | Do     | Fr     | Sa     | So     |
| ------ | ------ | ------ | ------ | ------ | ------ | ------ | ------ |
| 53     |        |        |        |        | 1      | 2      | 3      |
| 1      | 4      | 5      | 6      | 7      | 8      | 9      | 10     |
| 2      | 11     | 12     | 13     | 14     | 15     | 16     | 17     |
| 3      | 18     | 19     | 20     | 21     | 22     | 23     | 24     |
| 4      | 25     | 26     | 27     | 28     | 29     | 30     | 31     |

| Februar | Februar | Februar | Februar | Februar | Februar | Februar | Februar |
| Kw      | Mo      | Di      | Mi      | Do      | Fr      | Sa      | So      |
| ------- | ------- | ------- | ------- | ------- | ------- | ------- | ------- |
| 5       | 1       | 2       | 3       | 4       | 5       | 6       | 7       |
| 6       | 8       | 9       | 10      | 11      | 12      | 13      | 14      |
| 7       | 15      | 16      | 17      | 18      | 19      | 20      | 21      |
| 8       | 22      | 23      | 24      | 25      | 26      | 27      | 28      |

| März | März | März | März | März | März | März | März |
| Kw   | Mo   | Di   | Mi   | Do   | Fr   | Sa   | So   |
| ---- | ---- | ---- | ---- | ---- | ---- | ---- | ---- |
| 9    | 1    | 2    | 3    | 4    | 5    | 6    | 7    |
| 10   | 8    | 9    | 10   | 11   | 12   | 13   | 14   |
| 11   | 15   | 16   | 17   | 18   | 19   | 20   | 21   |
| 12   | 22   | 23   | 24   | 25   | 26   | 27   | 28   |
| 13   | 29   | 30   | 31   |      |      |      |      |

| April | April | April | April | April | April | April | April |
| Kw    | Mo    | Di    | Mi    | Do    | Fr    | Sa    | So    |
| ----- | ----- | ----- | ----- | ----- | ----- | ----- | ----- |
| 13    |       |       |       | 1     | 2     | 3     | 4     |
| 14    | 5     | 6     | 7     | 8     | 9     | 10    | 11    |
| 15    | 12    | 13    | 14    | 15    | 16    | 17    | 18    |
| 16    | 19    | 20    | 21    | 22    | 23    | 24    | 25    |
| 17    | 26    | 27    | 28    | 29    | 30    |       |       |

| Mai | Mai | Mai | Mai | Mai | Mai | Mai | Mai |
| Kw  | Mo  | Di  | Mi  | Do  | Fr  | Sa  | So  |
| --- | --- | --- | --- | --- | --- | --- | --- |
| 17  |     |     |     |     |     | 1   | 2   |
| 18  | 3   | 4   | 5   | 6   | 7   | 8   | 9   |
| 19  | 10  | 11  | 12  | 13  | 14  | 15  | 16  |
| 20  | 17  | 18  | 19  | 20  | 21  | 22  | 23  |
| 21  | 24  | 25  | 26  | 27  | 28  | 29  | 30  |
| 22  | 31  |     |     |     |     |     |     |

| Juni | Juni | Juni | Juni | Juni | Juni | Juni | Juni |
| Kw   | Mo   | Di   | Mi   | Do   | Fr   | Sa   | So   |
| ---- | ---- | ---- | ---- | ---- | ---- | ---- | ---- |
| 22   |      | 1    | 2    | 3    | 4    | 5    | 6    |
| 23   | 7    | 8    | 9    | 10   | 11   | 12   | 13   |
| 24   | 14   | 15   | 16   | 17   | 18   | 19   | 20   |
| 25   | 21   | 22   | 23   | 24   | 25   | 26   | 27   |
| 26   | 28   | 29   | 30   |      |      |      |      |

| Juli | Juli | Juli | Juli | Juli | Juli | Juli | Juli |
| Kw   | Mo   | Di   | Mi   | Do   | Fr   | Sa   | So   |
| ---- | ---- | ---- | ---- | ---- | ---- | ---- | ---- |
| 26   |      |      |      | 1    | 2    | 3    | 4    |
| 27   | 5    | 6    | 7    | 8    | 9    | 10   | 11   |
| 28   | 12   | 13   | 14   | 15   | 16   | 17   | 18   |
| 29   | 19   | 20   | 21   | 22   | 23   | 24   | 25   |
| 30   | 26   | 27   | 28   | 29   | 30   | 31   |      |

| August | August | August | August | August | August | August | August |
| Kw     | Mo     | Di     | Mi     | Do     | Fr     | Sa     | So     |
| ------ | ------ | ------ | ------ | ------ | ------ | ------ | ------ |
| 30     |        |        |        |        |        |        | 1      |
| 31     | 2      | 3      | 4      | 5      | 6      | 7      | 8      |
| 32     | 9      | 10     | 11     | 12     | 13     | 14     | 15     |
| 33     | 16     | 17     | 18     | 19     | 20     | 21     | 22     |
| 34     | 23     | 24     | 25     | 26     | 27     | 28     | 29     |
| 35     | 30     | 31     |        |        |        |        |        |

| September | September | September | September | September | September | September | September |
| Kw        | Mo        | Di        | Mi        | Do        | Fr        | Sa        | So        |
| --------- | --------- | --------- | --------- | --------- | --------- | --------- | --------- |
| 35        |           |           | 1         | 2         | 3         | 4         | 5         |
| 36        | 6         | 7         | 8         | 9         | 10        | 11        | 12        |
| 37        | 13        | 14        | 15        | 16        | 17        | 18        | 19        |
| 38        | 20        | 21        | 22        | 23        | 24        | 25        | 26        |
| 39        | 27        | 28        | 29        | 30        |           |           |           |

| Oktober | Oktober | Oktober | Oktober | Oktober | Oktober | Oktober | Oktober |
| Kw      | Mo      | Di      | Mi      | Do      | Fr      | Sa      | So      |
| ------- | ------- | ------- | ------- | ------- | ------- | ------- | ------- |
| 39      |         |         |         |         | 1       | 2       | 3       |
| 40      | 4       | 5       | 6       | 7       | 8       | 9       | 10      |
| 41      | 11      | 12      | 13      | 14      | 15      | 16      | 17      |
| 42      | 18      | 19      | 20      | 21      | 22      | 23      | 24      |
| 43      | 25      | 26      | 27      | 28      | 29      | 30      | 31      |

| November | November | November | November | November | November | November | November |
| Kw       | Mo       | Di       | Mi       | Do       | Fr       | Sa       | So       |
| -------- | -------- | -------- | -------- | -------- | -------- | -------- | -------- |
| 44       | 1        | 2        | 3        | 4        | 5        | 6        | 7        |
| 45       | 8        | 9        | 10       | 11       | 12       | 13       | 14       |
| 46       | 15       | 16       | 17       | 18       | 19       | 20       | 21       |
| 47       | 22       | 23       | 24       | 25       | 26       | 27       | 28       |
| 48       | 29       | 30       |          |          |          |          |          |

| Dezember | Dezember | Dezember | Dezember | Dezember | Dezember | Dezember | Dezember |
| Kw       | Mo       | Di       | Mi       | Do       | Fr       | Sa       | So       |
| -------- | -------- | -------- | -------- | -------- | -------- | -------- | -------- |
| 48       |          |          | 1        | 2        | 3        | 4        | 5        |
| 49       | 6        | 7        | 8        | 9        | 10       | 11       | 12       |
| 50       | 13       | 14       | 15       | 16       | 17       | 18       | 19       |
| 51       | 20       | 21       | 22       | 23       | 24       | 25       | 26       |
| 52       | 27       | 28       | 29       | 30       | 31       |          |          |

| Januar | Januar | Januar | Januar | Januar | Januar | Januar | Januar |
| Kw     | Mo     | Di     | Mi     | Do     | Fr     | Sa     | So     |
| ------ | ------ | ------ | ------ | ------ | ------ | ------ | ------ |
| 53     |        |        |        |        | 1      | 2      | 3      |
| 1      | 4      | 5      | 6      | 7      | 8      | 9      | 10     |
| 2      | 11     | 12     | 13     | 14     | 15     | 16     | 17     |
| 3      | 18     | 19     | 20     | 21     | 22     | 23     | 24     |
| 4      | 25     | 26     | 27     | 28     | 29     | 30     | 31     |

| Februar | Februar | Februar | Februar | Februar | Februar | Februar | Februar |
| Kw      | Mo      | Di      | Mi      | Do      | Fr      | Sa      | So      |
| ------- | ------- | ------- | ------- | ------- | ------- | ------- | ------- |
| 5       | 1       | 2       | 3       | 4       | 5       | 6       | 7       |
| 6       | 8       | 9       | 10      | 11      | 12      | 13      | 14      |
| 7       | 15      | 16      | 17      | 18      | 19      | 20      | 21      |
| 8       | 22      | 23      | 24      | 25      | 26      | 27      | 28      |

| März | März | März | März | März | März | März | März |
| Kw   | Mo   | Di   | Mi   | Do   | Fr   | Sa   | So   |
| ---- | ---- | ---- | ---- | ---- | ---- | ---- | ---- |
| 9    | 1    | 2    | 3    | 4    | 5    | 6    | 7    |
| 10   | 8    | 9    | 10   | 11   | 12   | 13   | 14   |
| 11   | 15   | 16   | 17   | 18   | 19   | 20   | 21   |
| 12   | 22   | 23   | 24   | 25   | 26   | 27   | 28   |
| 13   | 29   | 30   | 31   |      |      |      |      |

| April | April | April | April | April | April | April | April |
| Kw    | Mo    | Di    | Mi    | Do    | Fr    | Sa    | So    |
| ----- | ----- | ----- | ----- | ----- | ----- | ----- | ----- |
| 13    |       |       |       | 1     | 2     | 3     | 4     |
| 14    | 5     | 6     | 7     | 8     | 9     | 10    | 11    |
| 15    | 12    | 13    | 14    | 15    | 16    | 17    | 18    |
| 16    | 19    | 20    | 21    | 22    | 23    | 24    | 25    |
| 17    | 26    | 27    | 28    | 29    | 30    |       |       |

| Mai | Mai | Mai | Mai | Mai | Mai | Mai | Mai |
| Kw  | Mo  | Di  | Mi  | Do  | Fr  | Sa  | So  |
| --- | --- | --- | --- | --- | --- | --- | --- |
| 17  |     |     |     |     |     | 1   | 2   |
| 18  | 3   | 4   | 5   | 6   | 7   | 8   | 9   |
| 19  | 10  | 11  | 12  | 13  | 14  | 15  | 16  |
| 20  | 17  | 18  | 19  | 20  | 21  | 22  | 23  |
| 21  | 24  | 25  | 26  | 27  | 28  | 29  | 30  |
| 22  | 31  |     |     |     |     |     |     |

| Juni | Juni | Juni | Juni | Juni | Juni | Juni | Juni |
| Kw   | Mo   | Di   | Mi   | Do   | Fr   | Sa   | So   |
| ---- | ---- | ---- | ---- | ---- | ---- | ---- | ---- |
| 22   |      | 1    | 2    | 3    | 4    | 5    | 6    |
| 23   | 7    | 8    | 9    | 10   | 11   | 12   | 13   |
| 24   | 14   | 15   | 16   | 17   | 18   | 19   | 20   |
| 25   | 21   | 22   | 23   | 24   | 25   | 26   | 27   |
| 26   | 28   | 29   | 30   |      |      |      |      |

| Juli | Juli | Juli | Juli | Juli | Juli | Juli | Juli |
| Kw   | Mo   | Di   | Mi   | Do   | Fr   | Sa   | So   |
| ---- | ---- | ---- | ---- | ---- | ---- | ---- | ---- |
| 26   |      |      |      | 1    | 2    | 3    | 4    |
| 27   | 5    | 6    | 7    | 8    | 9    | 10   | 11   |
| 28   | 12   | 13   | 14   | 15   | 16   | 17   | 18   |
| 29   | 19   | 20   | 21   | 22   | 23   | 24   | 25   |
| 30   | 26   | 27   | 28   | 29   | 30   | 31   |      |

| August | August | August | August | August | August | August | August |
| Kw     | Mo     | Di     | Mi     | Do     | Fr     | Sa     | So     |
| ------ | ------ | ------ | ------ | ------ | ------ | ------ | ------ |
| 30     |        |        |        |        |        |        | 1      |
| 31     | 2      | 3      | 4      | 5      | 6      | 7      | 8      |
| 32     | 9      | 10     | 11     | 12     | 13     | 14     | 15     |
| 33     | 16     | 17     | 18     | 19     | 20     | 21     | 22     |
| 34     | 23     | 24     | 25     | 26     | 27     | 28     | 29     |
| 35     | 30     | 31     |        |        |        |        |        |

| September | September | September | September | September | September | September | September |
| Kw        | Mo        | Di        | Mi        | Do        | Fr        | Sa        | So        |
| --------- | --------- | --------- | --------- | --------- | --------- | --------- | --------- |
| 35        |           |           | 1         | 2         | 3         | 4         | 5         |
| 36        | 6         | 7         | 8         | 9         | 10        | 11        | 12        |
| 37        | 13        | 14        | 15        | 16        | 17        | 18        | 19        |
| 38        | 20        | 21        | 22        | 23        | 24        | 25        | 26        |
| 39        | 27        | 28        | 29        | 30        |           |           |           |

| Oktober | Oktober | Oktober | Oktober | Oktober | Oktober | Oktober | Oktober |
| Kw      | Mo      | Di      | Mi      | Do      | Fr      | Sa      | So      |
| ------- | ------- | ------- | ------- | ------- | ------- | ------- | ------- |
| 39      |         |         |         |         | 1       | 2       | 3       |
| 40      | 4       | 5       | 6       | 7       | 8       | 9       | 10      |
| 41      | 11      | 12      | 13      | 14      | 15      | 16      | 17      |
| 42      | 18      | 19      | 20      | 21      | 22      | 23      | 24      |
| 43      | 25      | 26      | 27      | 28      | 29      | 30      | 31      |

| November | November | November | November | November | November | November | November |
| Kw       | Mo       | Di       | Mi       | Do       | Fr       | Sa       | So       |
| -------- | -------- | -------- | -------- | -------- | -------- | -------- | -------- |
| 44       | 1        | 2        | 3        | 4        | 5        | 6        | 7        |
| 45       | 8        | 9        | 10       | 11       | 12       | 13       | 14       |
| 46       | 15       | 16       | 17       | 18       | 19       | 20       | 21       |
| 47       | 22       | 23       | 24       | 25       | 26       | 27       | 28       |
| 48       | 29       | 30       |          |          |          |          |          |

| Dezember | Dezember | Dezember | Dezember | Dezember | Dezember | Dezember | Dezember |
| Kw       | Mo       | Di       | Mi       | Do       | Fr       | Sa       | So       |
| -------- | -------- | -------- | -------- | -------- | -------- | -------- | -------- |
| 48       |          |          | 1        | 2        | 3        | 4        | 5        |
| 49       | 6        | 7        | 8        | 9        | 10       | 11       | 12       |
| 50       | 13       | 14       | 15       | 16       | 17       | 18       | 19       |
| 51       | 20       | 21       | 22       | 23       | 24       | 25       | 26       |
| 52       | 27       | 28       | 29       | 30       | 31       |          |          |

## Ereignisse

### Politik und Weltgeschehen

#### Erste Wiener Türkenbelagerung
- 10. April: Der osmanische Sultan Süleyman I. bricht mit einer großen Streitmacht von Konstantinopel aus in Richtung Wien auf. Auf dem Weg durch Südosteuropa wächst sein Heer durch den Anschluss zahlreicher Garnisonen immer stärker an. Auch ungarische Kämpfer schließen sich ihm an. Der Vormarsch durch Ungarn wird verlangsamt, da es dort kein Straßennetz gibt und schwere Regenfälle den Boden aufgeweicht haben. Im September tauchen in der Umgebung Wiens die Vorboten dieses Heeres auf, eine Truppe von etwa 20.000 Akıncı. Diese unbesoldete leichte Kavallerie geht üblicherweise plündernd, sklavenmachend, vergewaltigend und mordend der regulären Armee voraus und soll den Widerstandswillen der Bevölkerung lähmen.
- Eine große Zahl von Wiener Bürgern flüchtet ab dem 17. September, darunter sieben von zwölf Mitgliedern des Stadtrates. Nur Bürgermeister Wolfgang Treu, Stadtrichter Pernfuß und drei weitere Stadträte bleiben. Von den mehr als 3.500 bewaffneten Bürgern der Stadtmiliz bleiben lediglich 300 bis 400 zurück. Viele Flüchtende fallen aber auf ihrem Weg in vermeintlich sicheres Territorium den Akıncı in die Hände.

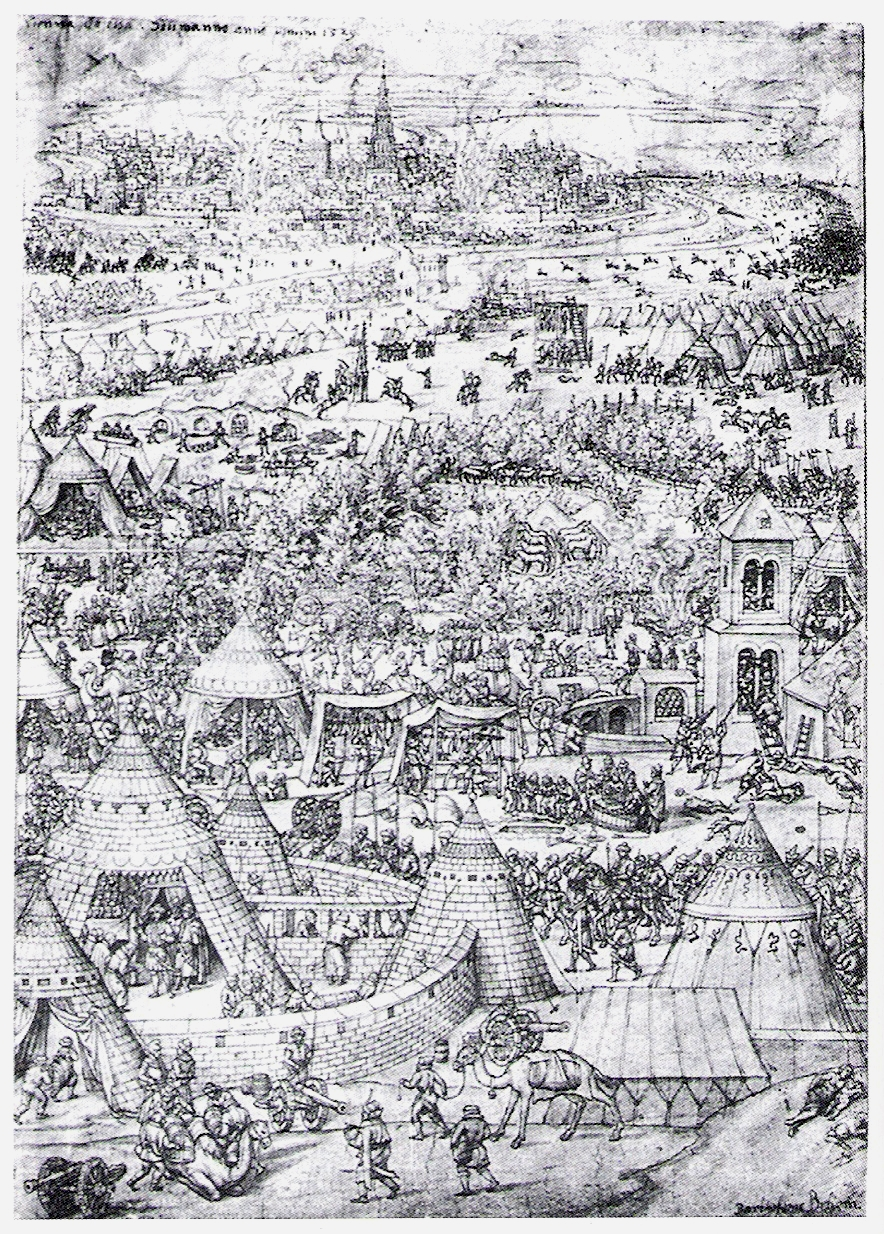
Zeitgenössische Darstellung der Belagerung von Wien, im Vordergrund die Zeltburg Süleymans I.

- Am 23. September kommen die Osmanen in die Sichtweite der Stadt, die bis zum 27. September komplett eingeschlossen wird. Ihre Streitmacht umfasst etwa 150.000 Menschen, die jedoch teilweise dem Tross angehören. Der kämpfende Teil des Heeres umfasst etwa 80.000 osmanische sowie 15.000 bis 18.000 Soldaten aus den osmanischen Vasallenstaaten Moldau und Serbien. Die taktische Leitung der Belagerung obliegt dem Großwesir Makbul Ibrahim Pascha.
- 27. September: Die Erste Belagerung von Wien durch die Osmanen unter Süleyman I. als Höhepunkt des Ersten Österreichischen Türkenkrieges beginnt. Sie endet am 14. Oktober mit dem Abzug der Belagerer.

#### Heiliges Römisches Reich
- 19. April: Der Reichstag in Speyer beginnt, auf dem unter anderem die Protestation zu Speyer vorgelegt wird. Außerdem wird das Wiedertäufermandat zur Bekämpfung der Täuferbewegung erlassen.
- 29. Mai: Weil er in der katholischen Grafschaft Uznach die Reformation gepredigt hatte, wird der reformierte Pfarrer Jakob Kaiser in Schwyz auf dem Scheiterhaufen als Ketzer verbrannt. Die Hinrichtung wird ein weiterer Auslöser für den Ersten Kappelerkrieg.
- 26. Juni: Der erste Landfriede von Kappel beendet den Ersten Kappelerkrieg, ohne dass es zu Kampfhandlungen gekommen ist. Der Friede, der mit einem Versöhnungsessen, der „Kappeler Milchsuppe“, besiegelt wird, hebt das Bündnis der fünf altgläubigen Orte (Luzern, Schwyz, Unterwalden, Uri und Zug) mit dem Habsburger Herrscher Ferdinand I. auf und sichert ihnen Glaubensfreiheit zu.
- 26. August: Im Vertrag von Grimnitz wird der langjährige Disput zwischen den Geschlechtern der Greifen und Hohenzollern über den legalen Status und die Erbfolge im Herzogtum Pommern beigelegt.

#### Krieg der Liga von Cognac
- 29. Juni: Der Friede von Barcelona beendet den Konflikt zwischen dem römisch-deutschen Kaiser Karl V. und Papst Clemens VII. gegen Ende des Krieges der Liga von Cognac.
- 5. August: Der von Luise von Savoyen und Margarethe von Österreich ausgehandelte Damenfriede von Cambrai beendet den Krieg der Liga von Cognac um die Vorherrschaft in Italien zwischen Kaiser Karl V. und Franz I. von Frankreich.

#### Großfürstentum Litauen

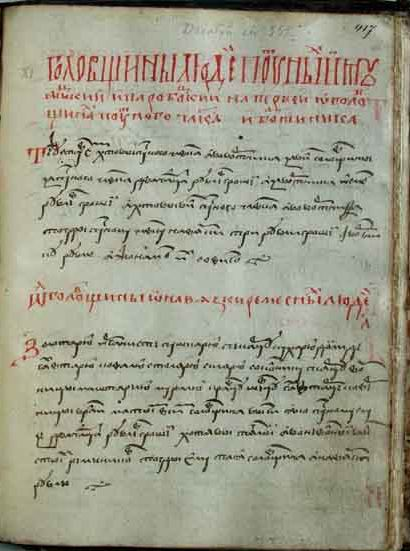
Das erste Litauische Statut

Mit dem ersten Litauischen Statut wird das Recht im Großfürstentum Litauen erstmals kodifiziert. Die Kodifizierung erfolgt nicht in litauischer Sprache, die zu diesem Zeitpunkt noch keinen vollgültigen Status als Schriftsprache hat, sondern im sogenannten Ruthenischen, einer ostslawischen Sprache, die als Schriftsprache in Litauen gebräuchlich ist.

#### Spanisches und Portugiesisches Kolonialreich

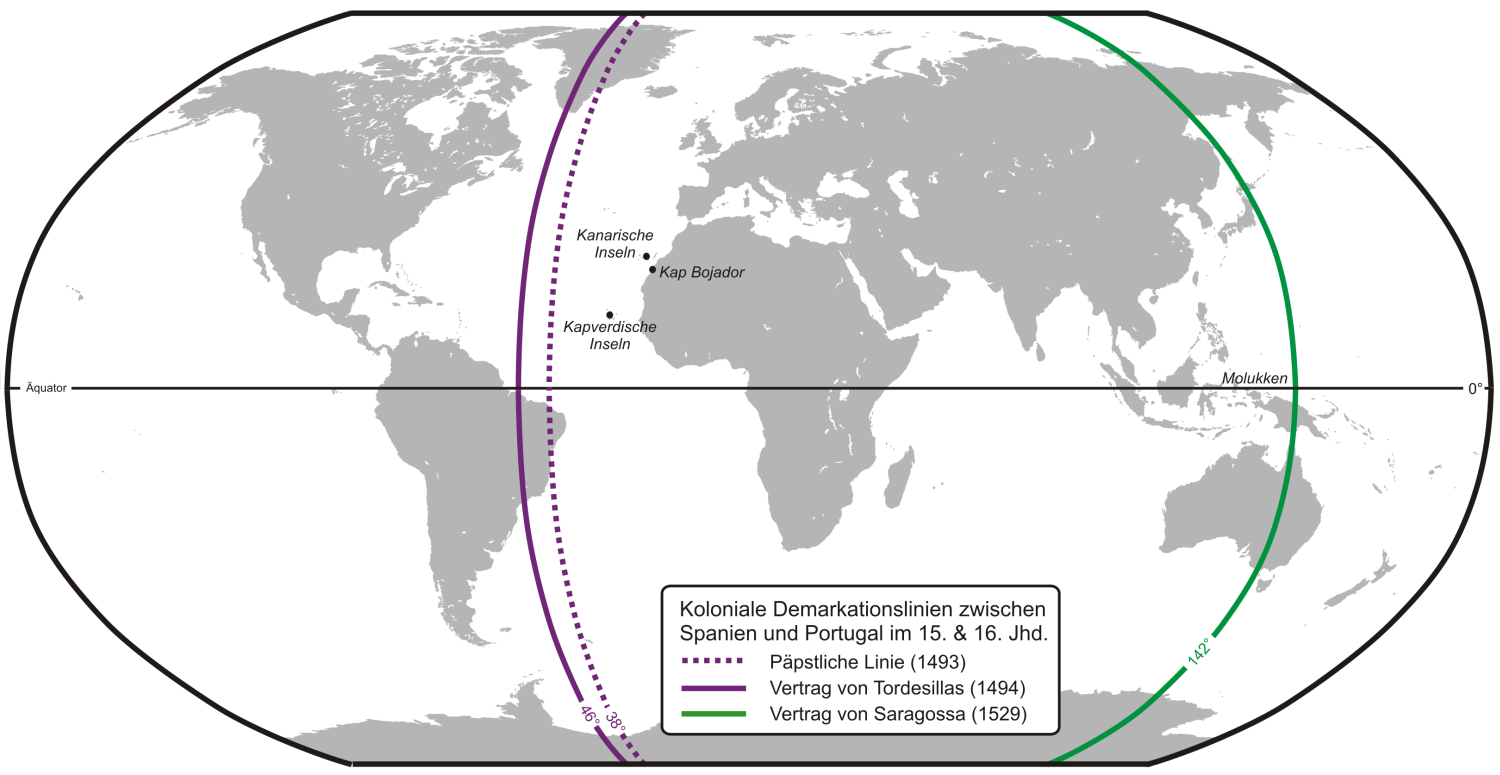
Die Demarkationslinie des Vertrags von Saragossa in grün

- 22. April: Spanien und Portugal teilen sich im Vertrag von Saragossa die Welt endgültig in zwei Hemisphären auf.
- 26. Juli: Karl I. von Spanien erlaubt Francisco Pizarro einen Feldzug gegen das Inkareich und ernennt ihn zum Generalkapitän und künftigen Statthalter von Peru.
- 21. Dezember: Nuño Beltrán de Guzmán beginnt seinen Eroberungsfeldzug im westlichen Neuspanien, bei dem er unter anderem Jalisco, Zacatecas, Nayarit und Sinaloa unterwirft.

#### Weitere Ereignisse in Amerika
- 8. September: Ambrosius Ehinger, Gouverneur von Klein-Venedig, gründet im Auftrag der Welser im heutigen Venezuela die Siedlung Neu-Nürnberg, um die deutsche Besiedlung Amerikas voranzutreiben.

### Wirtschaft
- Der Monopolhandel über die Färöer beginnt.

### Wissenschaft und Technik
- 24. Mai: Johannes Bugenhagen gründet in Hamburg die Gelehrtenschule des Johanneums als Lateinschule.

### Kultur

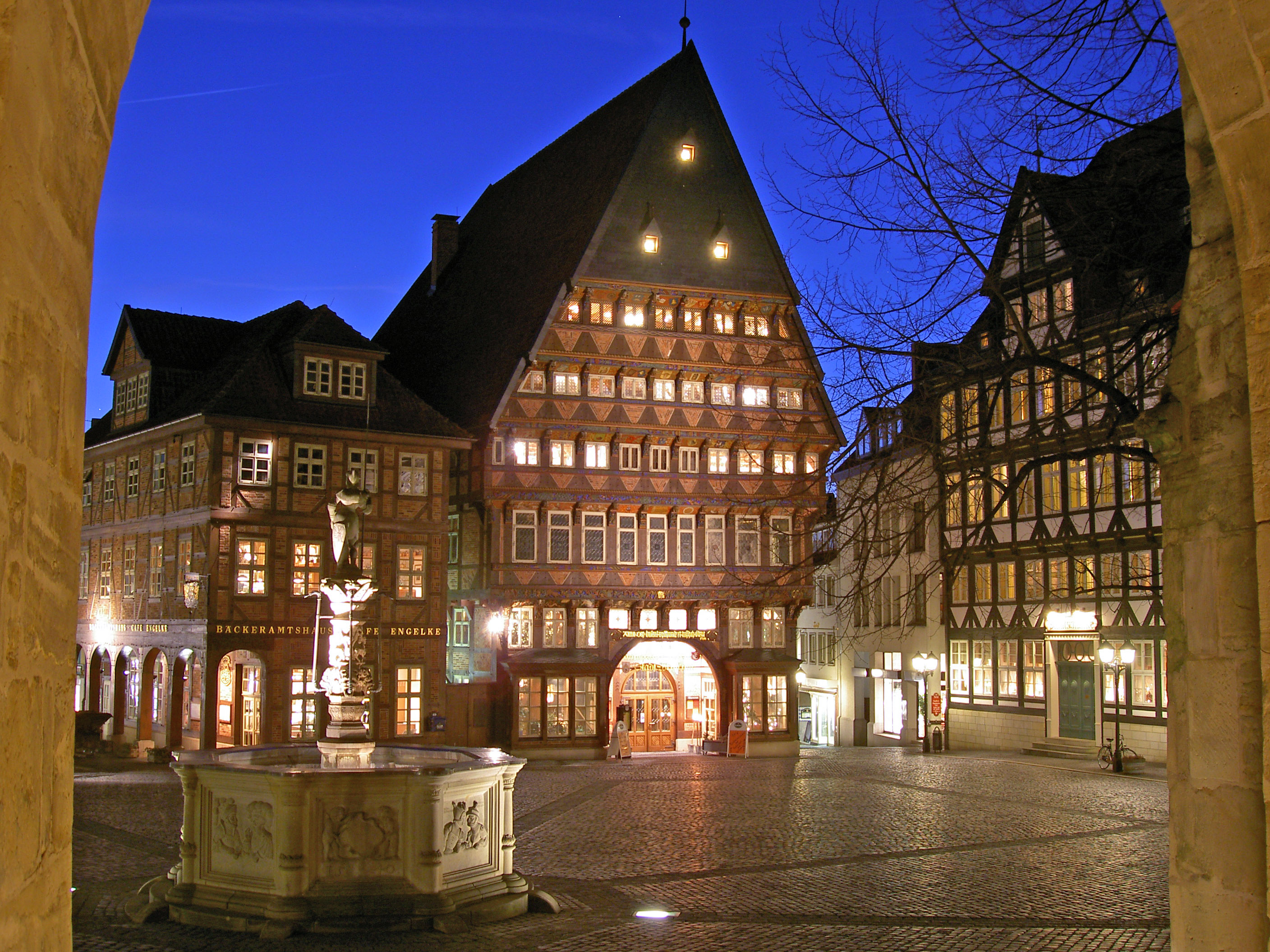
Knochenhaueramtshaus

- Das Knochenhaueramtshaus in Hildesheim wird gebaut.

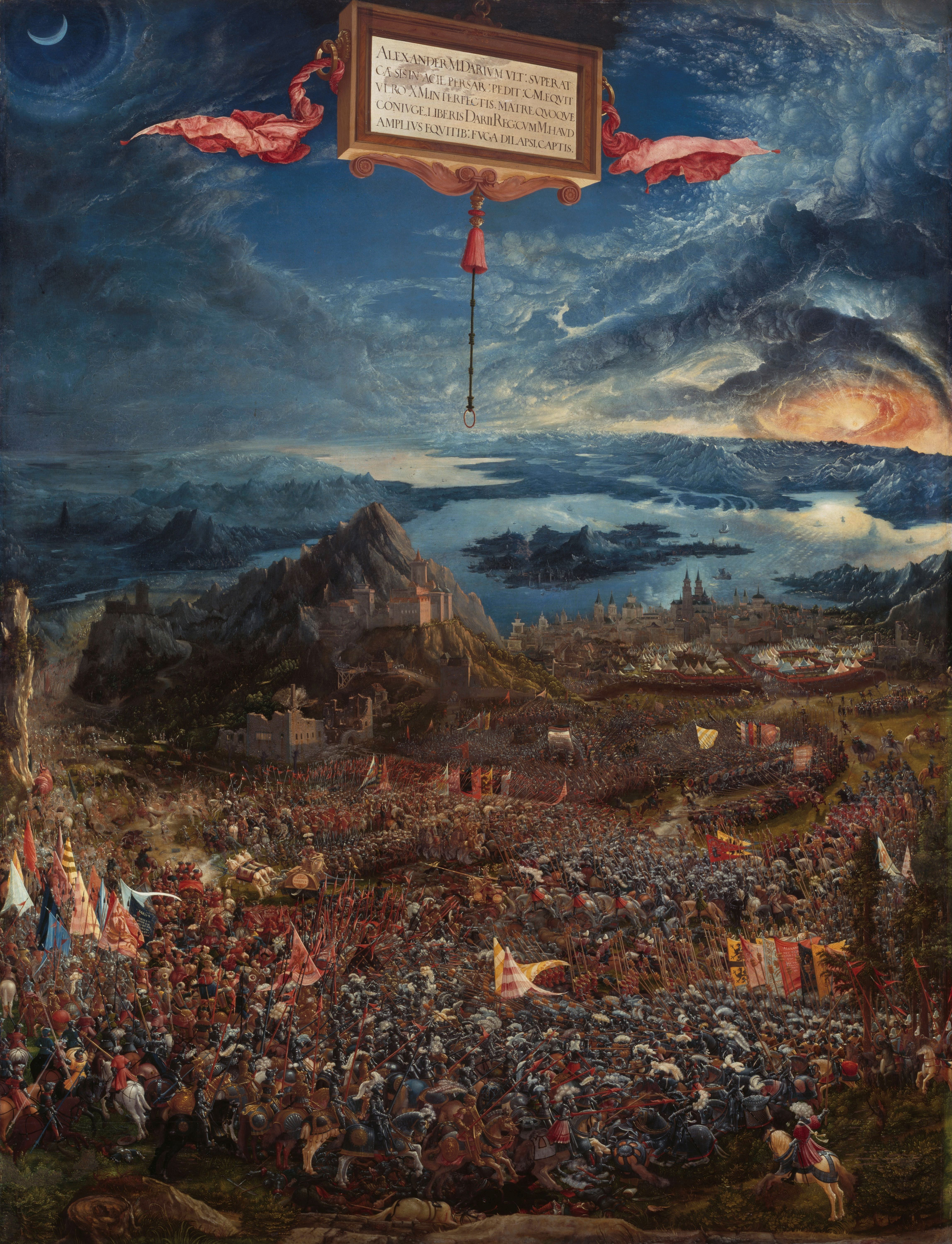
Albrecht Altdorfer: Die Alexanderschlacht

- Albrecht Altdorfer vollendet das von Herzog Wilhelm IV. von Bayern in Auftrag gegebene Gemälde Die Alexanderschlacht.

### Religion
- 8./9. Februar: Nach der Fasnacht brechen in Basel Unruhen aus, die in einem Bildersturm am Basler Münster kulminieren. Die Zünfte zwingen den Rat schließlich zur Einführung der Reformation.
- 20. Februar: Der Rat der dem Luthertum aufgeschlossenen freien Reichsstadt Straßburg schafft die Heilige Messe ab.
- April: Georg Rhau druckt die von Martin Luther verfasste Lehrschrift Deutscher Katechismus, nachdem einzelne Teile bereits ab Januar als Tafeldrucke erschienen sind und später als Der Kleine Katechismus veröffentlicht wurden.
- 8. April: Die Flensburger Disputation zwischen Melchior Hofmann und Vertretern der lutherischen Geistlichkeit findet statt. In Folge kommt es zur Einführung der lutherischen Reformation in Dänemark und den Herzogtümern Schleswig und Holstein.
- 1. Oktober: Das Marburger Religionsgespräch mehrerer Reformatoren beginnt.
- 4. Oktober: Im Rahmen des Marburger Religionsgesprächs entstehen die Marburger Artikel. Im evangelischen Abendmahlsstreit kommt es darin jedoch zu keiner Verständigung zwischen Martin Luther und Ulrich Zwingli.
- 16. Oktober: In Schwabach beginnt ein Konvent, bei dem am 19. Oktober die von Philipp Melanchthon und Martin Luther konzipierten Schwabacher Artikel den Oberdeutschen Städten als Bundesbedingungen vorgelegt werden. Diese verweigern die Unterschrift. Die Schwabacher Artikel werden eine  der Grundlagen für die Confessio Augustana.[1]
- Die Freie Reichsstadt Hamburg führt unter Mitwirkung von Johannes Bugenhagen eine neue Kirchenordnung ein. Diese gilt als Geburtsstunde der Evangelisch-Lutherischen Kirche im Hamburgischen Staate.
- Martin Luther übersetzt mit Herr Gott, Dich loben wir das Te Deum ins Deutsche und vereinfacht die überlieferte gregorianische Melodie.
- Justus Menius verfasst die Oeconomia christiana mit einer dreizehnseitigen Vorrede von Martin Luther.

### Katastrophen
- 1528/1529: Die Krankheit Englischer Schweiß bricht neuerlich epidemisch aus. Sie fordert nicht nur in England, sondern auch in Deutschland, den Niederlanden, Skandinavien und Osteuropa bis Russland tausende Todesopfer. Euricius Cordus veröffentlicht darüber den ersten medizinischen Druck in der Geschichte der Universität Marburg: Regiment wider den Englischen Schweiß.

## Geboren

### Geburtsdatum gesichert
- 8. Januar: Johann Friedrich II. der Mittlere, Herzog von Sachsen († 1595)
- 2. Februar: Reinhard Scheffer der Ältere, deutscher Jurist und Staatsmann († 1587)
- 14. Februar: Markus Fugger, deutscher Kaufmann und Grundbesitzer († 1597)
- 24. März: Nicolaus Kistner, deutscher Humanist, Jurist und Lyriker († 1583)
- 18. April: Johann VIII. von Hoya, Fürstbischof von Osnabrück, Münster und Paderborn († 1574)
- 25. April: Francesco Patrizi da Cherso, venezianischer Humanist, Philosoph, Schriftsteller, Literatur-, Staats- und Geschichtstheoretiker, Militärwissenschaftler und Dichter kroatischer Abkunft († 1597)
- 12. Mai: Sabina von Brandenburg-Ansbach, Kurfürstin von Brandenburg († 1575)
- 07. Juni: Étienne Pasquier, französischer Jurist und Literat († 1615)
- 14. Juni: Ferdinand II., Erzherzog von Österreich und Landesfürst von Tirol († 1595)
- 15. Juni: Josua Maaler, Schweizer Pfarrer und Lexikograf († 1599)
- 24. Juli: Karl II., Markgraf von Baden-Durlach († 1577)
- 28. Juni: Bartolomeo Passarotti, italienischer Maler und Radierer († 1592)
- 18. August: Isha Khan, bengalischer Herrscher († 1599)
- 25. September: Günther XLI. von Schwarzburg-Arnstadt, deutscher Adliger († 1583)
- 28. September: Abraham Buchholzer, deutscher evangelischer Theologe, Pädagoge und Historiker († 1584)
- 26. Oktober: Anna von Hessen, Pfalzgräfin von Zweibrücken († 1591)
- 20. November: Hieronymus Tilesius, deutscher lutherischer Theologe und Reformator († 1566)
- 2. Dezember: Leonhart Zollikofer, Schweizer Kaufmann und Politiker († 1587)
- 11. Dezember: Fulvio Orsini, italienischer Späthumanist, Altertumsforscher („Antiquar“) und Bibliothekar († 1600)

### Genaues Geburtsdatum unbekannt
- Giovanni da Bologna, flämisch-italienischer Bildhauer († 1608)
- Shahbaz Khan Kamboh, General des indischen Mogulreichs († 1599)
- Jean Taffin, niederländischer reformierter Theologe und Hofprediger von Wilhelm von Oranien († 1602)

### Geboren um 1529
- Matthias Gunderam, deutscher evangelischer Theologe († 1564)
- John Halle, englischer Chirurg, Dichter und Autor medizinischer Abhandlungen († um 1566)
- Jacob Naffzer, deutscher Waid-Händler, Oberratsmeister und Patrizier († 1586)

## Gestorben

### Todesdatum gesichert
- 7. Januar: Peter Vischer, deutscher Bildhauer und Erzgießer (* um 1455)
- 20. Januar: Gregor Breitkopf, deutscher Humanist (* um 1472)
- 4. Februar: Ludwig Hätzer, Schweizer Publizist und Bibelübersetzer, Märtyrer der Täuferbewegung (* um 1500)
- 8. Februar: Baldassare Castiglione, italienischer Autor und Diplomat (* 1478)
- 28. März: Graf Philipp II. von Hanau-Münzenberg, Graf von Hanau-Münzenberg (* 1501)
- 31. März: Gabriel von Taxis, Innsbrucker Postmeister (* um 1480)
- 1. April: Hartmann II. von Kirchberg, Fürstabt von Fulda (* um 1466)
- 17. April: Louis de Berquin, französischer Humanist, Jurist, Staatsbeamter, Sprachwissenschaftler und Reformator (* um 1485)
- 19. April: Johannes Cuspinian, Humanist, Dichter und Diplomat in habsburgischen Diensten (* 1473)
- 9. Mai: Hieronymus Holzschuher, Nürnberger Patrizier (* 1469)
- 12. Mai: Cecily Bonville, 7. Baroness Harington, englische Adelige (* 1460)
- 21. Juni: John Skelton, englischer Dramatiker (* um 1460)
- 8. Juli: Hans Treyer, Schweizer Täufer und Märtyrer (* vor 1500)
- nach dem 8. Juli: Heini Seiler, Schweizer Täufer und Märtyrer (* vor 1500)
- 2. August: Johann Lüneburg, Lübecker Ratsherr
- 6. September: Jörg Blaurock, führende Persönlichkeit des frühen Täufertums (als Ketzer verbrannt) (* um 1492)
- 10. September: Erhard von Queis, Wegbereiter der Reformation in Preußen (* um 1490)
- 27. September: Georg von der Pfalz, Bischof in Speyer (* 1486)
- 28. September: Adolf Clarenbach, Märtyrer der evangelischen Kirche (* um 1500)

### Genaues Todesdatum unbekannt
- James Hamilton, 1. Earl of Arran, schottischer Adeliger (* 1475)